# Marianów (Wołomin)
Pour les articles homonymes, voir Marianów.

Marianów (prononciation : [maˈrjanuf]) est un village polonais de la gmina de Dąbrówka dans le powiat de Wołomin de la voïvodie de Mazovie dans le centre-est de la Pologne.

## Histoire
De 1975 à 1998, le village appartenait administrativement à la voïvodie d'Ostrołęka.